# Elmer Bonilla
Elmer Arturo Bonilla Ruiz (* 22. Oktober 1978) ist ein salvadorianischer Fußballschiedsrichter.
Bonilla war FIFA-Schiedsrichter und leitete internationale Fußballspiele.
Er wurde bei zwei CONCACAF Gold Cups eingesetzt. Beim Gold Cup 2013 und beim Gold Cup 2015 leitete Bonilla jeweils ein Gruppenspiel.
Bei der U-17-Weltmeisterschaft 2011 in Mexiko pfiff Bonilla zwei Gruppenspiele und ein Achtelfinale. Bei der U-17-Weltmeisterschaft 2013 in den Vereinigten Arabischen Emiraten wurde er ebenfalls bei zwei Gruppenspielen eingesetzt.
Zudem leitete Bonilla Spiele in der CONCACAF Champions League (13 Partien), in der CONCACAF Nations League, in der CONCACAF-Qualifikation für die Weltmeisterschaft 2014 in Brasilien und die Weltmeisterschaft 2018 in Russland (fünf Spiele) sowie Freundschaftsspiele.
Bonilla ist Englischlehrer und hat einen Bachelor of International Relations.